# Jean-Luc Vanraes
Jean-Luc Vanraes, né le 10 avril 1954 à Ypres, est un homme politique belge bruxellois, membre de OpenVLD. Il est licencié en droit et avocat.

## Fonctions politiques
- Membre du Parlement de la Région de Bruxelles-Capitale :
  - depuis le 18 octobre 2000 à titre de suppléant appelé à siéger
  - depuis le 1er janvier 2002 au 10 décembre 2013 comme membre effectif (ministre, empêché de 2009-2012)
- Président du groupe VLD du Parlement
- Président de l’Assemblée de la Commission communautaire flamande
- Président du CPAS d’Uccle jusqu'à 2009
- Ministre des Finances et du Budget dans le Gouvernement de Bruxelles-Capitale, de 2009 à 2012

## Anciennes fonctions politiques
- Ancien Secrétaire du Parlement de la Région de Bruxelles-Capitale

## Décoration
- Chevalier de l'ordre de Léopold (2009)[1]